# Constantin Daicoviciu
Constantin Daicoviciu (Kavarán, 1898. március 1. – Kolozsvár, 1973. május 27.) román történész, régész, kommunista politikus, a Babeș–Bolyai Tudományegyetem rektora, a Román Akadémia rendes tagja.

## Pályafutása
1923–tól a Kolozsvári I. Ferdinánd Király Tudományegyetem klasszikus ókor és epigráfia tanszékén adott elő, 1932-től előadótanári, 1938-tól professzori minőségben. 1925-1927 között a római román iskola, az Accademia di Romania ösztöndíjasa volt.
1940–1941-ben, illetve közvetlenül a második világháború után a dékáni tisztséget is betöltötte. 1947-től a Társadalombiztosítási és Munkaügyi Minisztérium helyettes államtitkára volt. 1955-ben a Román Akadémia rendes tagja lett. 1957-1968 között az egyetem rektora, 1945-1973 között az Erdélyi Történelmi Múzeum igazgatója volt.
Politikai szempontból Daicoviciu Gheorghe Gheorghiu-Dejhez állt közel. 1961-ben az Államtanács tagjává választották Gheorghe Gheorghiu-Dej elnöksége alatt.
A történelemben nacionalista álláspontot képviselt; a dák–római folytonosság elméletének egyik kidolgozója (Demény Lajos szerint az atyja) volt. Kolozsvári magyar értelmiségiek szerint politikai végrendeletében azonban így nyilatkozott: A dákoromán kontinuitás elmélete hipotetikus: politikai célok szolgálatába állítani – bűn.

## Elismerései

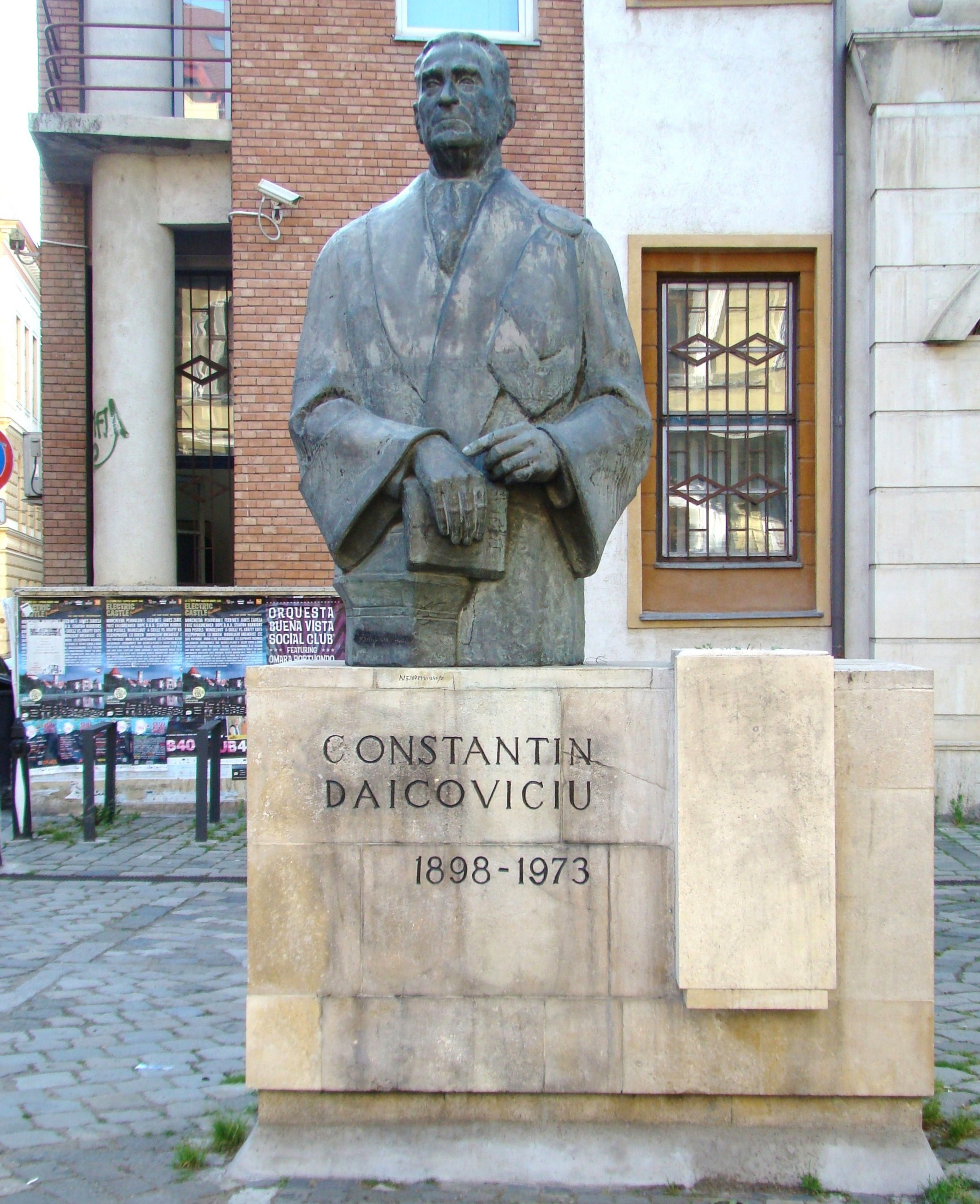
Szobra a kolozsvári Történelmi Múzeum előtt

1968-ban a Szocialista Munka Hőse (Erou al Muncii Socialiste) kitüntetést kapta. Ugyanebben az évben Herder-díjjal tüntették ki.
1973 óta szülőfaluja, a Krassó-Szörény megyei Kavarán az ő nevét viseli.
Mellszobra a kolozsvári Karolina téren, a Történelmi Múzeum előtt áll.

## Fordítás
- Ez a szócikk részben vagy egészben  a   Constantin Daicoviciu című román Wikipédia-szócikk ezen változatának fordításán alapul.  Az eredeti cikk szerkesztőit annak laptörténete sorolja fel. Ez a jelzés csupán a megfogalmazás eredetét és a szerzői jogokat jelzi, nem szolgál a cikkben szereplő információk forrásmegjelöléseként.